# Kyllinga nervosa
Kyllinga nervosa är en halvgräsart som beskrevs av Ernst Gottlieb von Steudel. Kyllinga nervosa ingår i släktet Kyllinga och familjen halvgräs.

## Underarter
Arten delas in i följande underarter:
- K. n. jubensis
- K. n. nervosa
- K. n. sidamoensis